# Calliphora salivaga
Calliphora salivaga är en tvåvingeart som beskrevs av Mario Bezzi 1927. Calliphora salivaga ingår i släktet Calliphora och familjen spyflugor.
Artens utbredningsområde är Fiji. Inga underarter finns listade i Catalogue of Life.